# Bahnhof München Isartor
Der Bahnhof München Isartor ist ein zweigleisiger Tunnelbahnhof der Münchner S-Bahn. Er befindet sich unterhalb des Isartorplatzes und der Thierschstraße/Zweibrückenstraße in München. Die Säulen, Rolltreppen und die Zierstreifen an den Wänden sind in seiner Erkennungsfarbe maigrün gehalten.

## Beschreibung

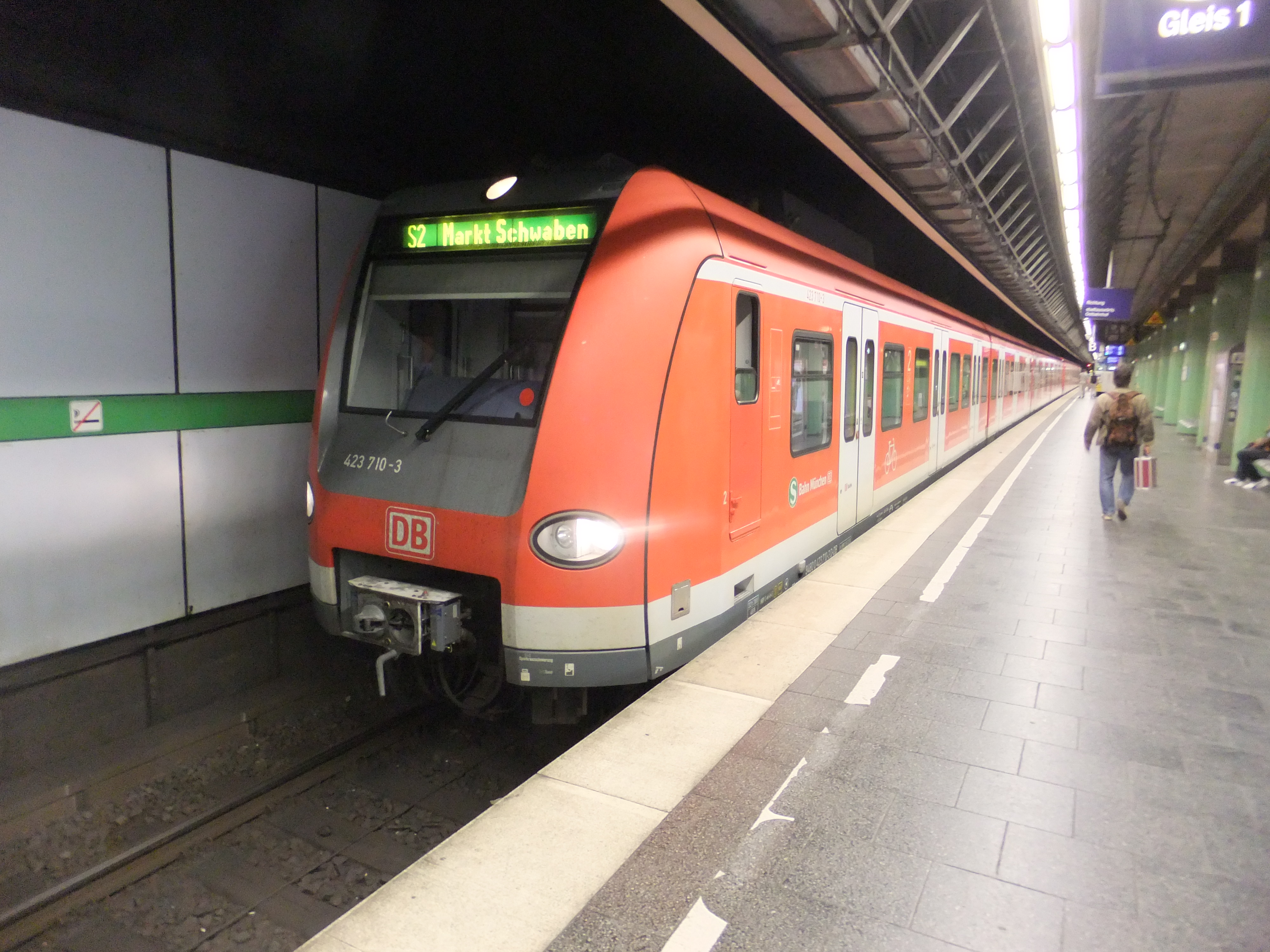
DB-Baureihe 423 auf der Linie S2 im Bahnhof München Isartor

Wie alle anderen Stationen der Stammstrecke verfügt auch er über zwei Ausgänge. Der westliche erschließt über ein weitläufiges Zwischengeschoss die Straßenkreuzung Altstadtring/Tal/Zweibrückenstraße, der östliche mündet in den Innenhof der Einkaufspassage Breiterhof zwischen der Thierschstraße und der Liebherrstraße.
Weil die S-Bahn-Strecke zwischen den Bahnhöfen Isartor und Rosenheimer Platz die Isar unterquert, ist unmittelbar östlich des Bahnhofs in jeder Tunnelröhre ein Wehrkammertor angebracht, mit dem der Tunnel wasserdicht abgeriegelt werden kann, damit die westlich der Isar liegenden Bahnhöfe im Falle eines Wassereinbruchs nicht volllaufen und durch den Übergang am Marienplatz auch das U-Bahn-Netz überflutet würde. Auf der östlichen Seite der Isar existiert keine solche Konstruktion, da die Station Rosenheimer Platz wesentlich über Isarniveau liegt.
Beim Tunnelbau musste der etwa 2000 Tonnen schwere Turm des Isartors von einer aufwändigen Hilfskonstruktion gestützt werden, um Baustelle und Turm abzusichern.
Der Bahnhof ist eine der fünf Tunnelstationen der S-Bahn-Stammstrecke, die 1966 bis 1972 errichtet wurde. Im Gegensatz zu den vier anderen stellt München Isartor jedoch betrieblich einen Bahnhof dar und nicht nur einen Haltepunkt, da er vier Weichen besitzt (im Zweiggleis mit 40 km/h befahrbare Bogenweichen). Diese dienen in Richtung Ostbahnhof dem Wechsel von Gleis 1 auf Gleis 2, in Richtung Donnersbergerbrücke ermöglichen sie die Überleitung von Gleis 2 auf Gleis 1. Wie der Haltepunkt Rosenheimer Platz ist der Bahnhof Isartor eine reine S-Bahn-Station ohne Anbindung an U-Bahn oder Fernverkehr. Es bestehen aber Umstiegsmöglichkeiten zu den Trambahnlinien 16 und 17 und zur Buslinie 132. Im Jahr 2007 benutzten täglich (Mo–Fr) 45.900 Ein-, Aus- und Umsteiger den Bahnhof. Der Bahnsteig ist 210 Meter lang und 96 cm hoch.
München Isartor ist der Zielbahnhof für Besucher des Deutschen Museums und des Deutschen Patent- und Markenamtes, die mit der S-Bahn anreisen.

## Verkehr
Diese Linien fahren den Bahnhof an:
| Linie | Verlauf | Takt   |
| ----- | --- | ------ |
| S1    | Freising – Pulling – Neufahrn / Flughafen München – Flughafen Besucherpark – Neufahrn – Eching – Lohhof – Unterschleißheim – Oberschleißheim – Feldmoching – Fasanerie – Moosach – Laim – Hirschgarten – Donnersbergerbrücke – Hackerbrücke – Hauptbahnhof – Karlsplatz (Stachus) – Marienplatz – Isartor – Rosenheimer Platz – Ostbahnhof – Leuchtenbergring | 20 min |
| S2    | Petershausen – Vierkirchen-Esterhofen – Röhrmoos – Hebertshausen – Dachau / Altomünster – Kleinberghofen – Erdweg – Arnbach – Markt Indersdorf – Niederroth – Schwabhausen – Bachern – Dachau Stadt – Dachau – Karlsfeld – Allach – Untermenzing – Obermenzing – Laim – Hirschgarten – Donnersbergerbrücke – Hackerbrücke – Hauptbahnhof – Karlsplatz (Stachus) – Marienplatz – Isartor – Rosenheimer Platz – Ostbahnhof – Leuchtenbergring – Berg am Laim – Riem – Feldkirchen – Heimstetten – Grub – Poing – Markt Schwaben – Ottenhofen – St. Koloman – Aufhausen – Altenerding – Erding | 20 min |
| S3    | Mammendorf – Malching – Maisach – Gernlinden – Esting – Olching – Gröbenzell – Lochhausen – Langwied – Pasing – Laim – Hirschgarten – Donnersbergerbrücke – Hackerbrücke – Hauptbahnhof – Karlsplatz (Stachus) – Marienplatz – Isartor – Rosenheimer Platz – Ostbahnhof – St.-Martin-Straße – Giesing – Fasangarten – Fasanenpark – Unterhaching – Taufkirchen – Furth – Deisenhofen – Sauerlach – Otterfing – Holzkirchen | 20 min |
| S4    | Geltendorf – Türkenfeld – Grafrath – Schöngeising – Buchenau – Fürstenfeldbruck – Eichenau – Puchheim – Aubing – Leienfelsstraße – Pasing – Laim – Hirschgarten – Donnersbergerbrücke – Hackerbrücke – Hauptbahnhof – Karlsplatz (Stachus) – Marienplatz – Isartor – Rosenheimer Platz – Ostbahnhof – Leuchtenbergring – Berg am Laim – Trudering (– Gronsdorf – Haar – Vaterstetten – Baldham – Zorneding – Eglharting – Kirchseeon – Grafing Bahnhof – Grafing Stadt – Ebersberg) | 20 min |
| S5    | Kreuzstraße – Großhelfendorf – Peiß – Aying – Dürrnhaar – Höhenkirchen-Siegertsbrunn – Wächterhof – Hohenbrunn – Ottobrunn – Neubiberg – Neuperlach Süd – Perlach – Giesing – St.-Martin-Straße – Ostbahnhof – Rosenheimer Platz – Isartor – Marienplatz – Karlsplatz (Stachus) – Hauptbahnhof – Hackerbrücke – Donnersbergerbrücke – Hirschgarten – Laim – Pasing (– Westkreuz – Neuaubing – Freiham – Harthaus – Germering-Unterpfaffenhofen – Geisenbrunn – Gilching-Argelsried – Neugilching – Weßling)                                                                                 | 20 min |
| S6    | Tutzing – Feldafing – Possenhofen – Starnberg – Starnberg Nord – Gauting – Stockdorf – Planegg – Gräfelfing – Lochham – Westkreuz – Pasing – Laim – Hirschgarten – Donnersbergerbrücke – Hackerbrücke – Hauptbahnhof – Karlsplatz (Stachus) – Marienplatz – Isartor – Rosenheimer Platz – Ostbahnhof – Leuchtenbergring – Berg am Laim – Trudering – Gronsdorf – Haar – Vaterstetten – Baldham – Zorneding – Eglharting – Kirchseeon – Grafing Bahnhof – Grafing Stadt – Ebersberg | 20 min |
| S8    | Herrsching – Seefeld-Hechendorf – Steinebach – Weßling – Neugilching – Gilching-Argelsried – Geisenbrunn – Germering-Unterpfaffenhofen – Harthaus – Freiham – Neuaubing – Westkreuz – Pasing – Laim – Hirschgarten – Donnersbergerbrücke – Hackerbrücke – Hauptbahnhof – Karlsplatz (Stachus) – Marienplatz – Isartor – Rosenheimer Platz – Ostbahnhof – Leuchtenbergring – Daglfing – Englschalking – Johanneskirchen – Unterföhring – Ismaning – Hallbergmoos – Flughafen Besucherpark – Flughafen München                                                                                | 20 min |